# 신무문

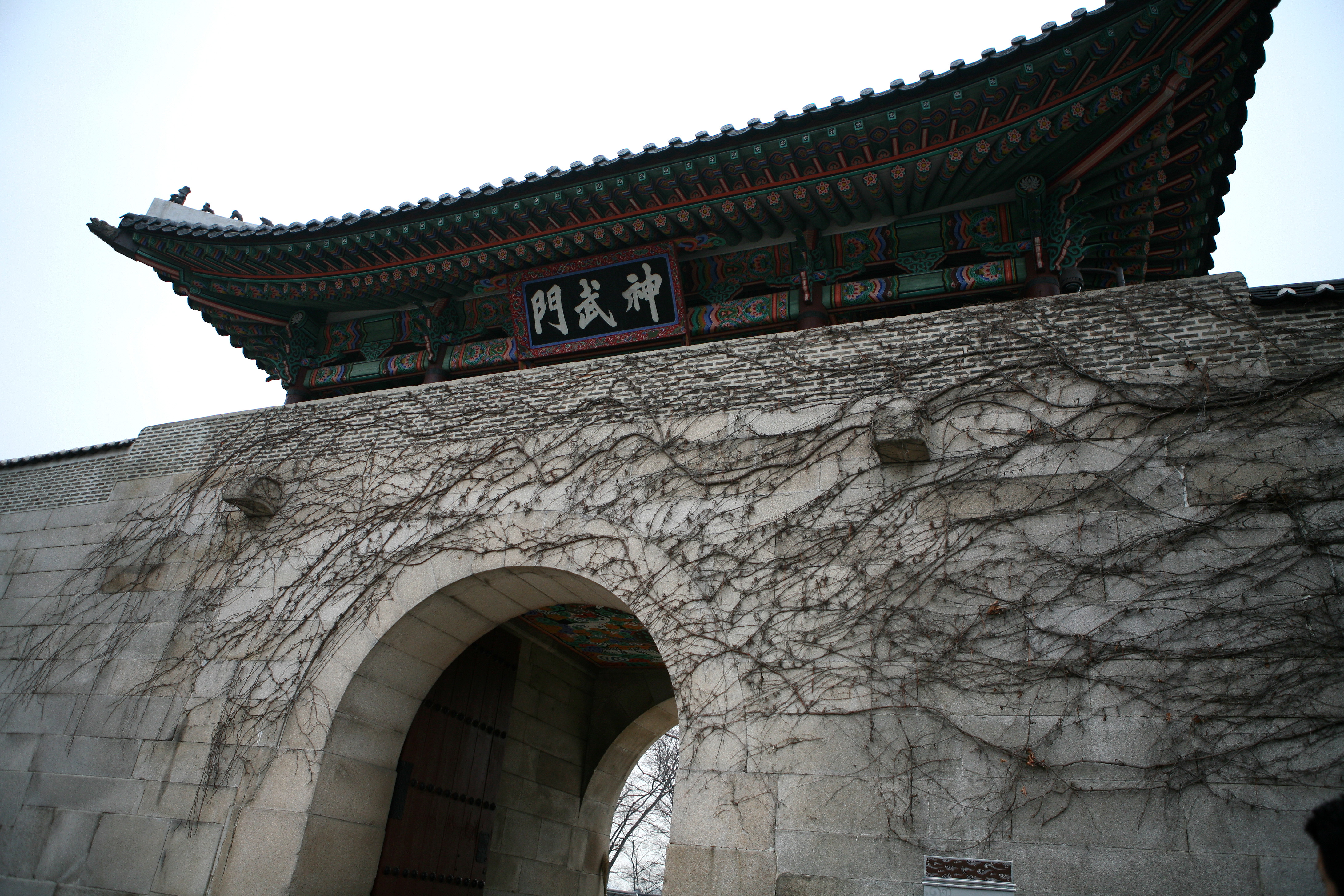
신무문

신무문(神武門)은 대한민국 서울특별시 종로구 세종로에 있는 경복궁의 북문이다. ‘북쪽을 관장하는 현무’에서 따와 신무문이라 이름하였으며, 신무문의 천장에는 현무가 그려져 있다. 그 이름처럼 음기가 강하다하여 평소에는 굳게 닫아두었다.

## 역사

### 조선시대
원래 경복궁 건립 당시 북쪽 담은 목책으로 이루어지고 북쪽 문은 없었던 것을 1433년(세종 15년)에 건립한 것이다. 신무문이 건립되면서 경복궁의 4대 문이 모두 갖추어졌다.
《조선왕조실록》에 의하면 신무문(神武門)이라는 이름은 1475년(성종 6년) 8월 23일 서거정이 후보로 올려 성종이 낙점한 것으로 기록되어 있다. "신무"라는 이름은 네 방향을 관장하는 동물신 중 북쪽을 담당하는 현무에서 따 온 것이며, "신묘하게 뛰어난 무용"으로 풀이되기도 한다.
이후 임진왜란 때 경복궁이 소실될 때 함께 소실되었다. 현재의 모습으로 중건된 것은 1865년(고종 2년)이며, 중건 당시 현판은 이현직이 썼다. 신무문의 성벽에는 온 세상이 태평성대를 누리기를 바라는 염원에서 "천하태평춘(天下太平春, 천하가 태평한 봄날과 같다.)"이라는 글귀를 새겨놓았다. 한편 현재의 신무문은 건춘문과 규모가 같다.

### 일제강점기 이후
신무문은 일제강점기를 거치면서도 그대로 보존되었다. 이후 1954년 경복궁이 일반인에게 개방될 때 함께 개방되었으나, 1961년 5·16 군사 정변 이후 군부대(당시 30사단, 훗날의 수도경비사령부 30대대)가 경복궁에 주둔하면서 폐쇄되었다. 이후에도 청와대 정문과 마주하고 있어 보안 및 경호 등의 이유로 비공개로 남아있다가, 2006년 9월 29일 당시 대통령이던 노무현의 의지에 따라 집옥재 권역과 함께 개방되었다. 신무문의 개방을 끝으로 경복궁에는 비공개 권역이 사라지게 되었다.
1963년 1월 21일 경복궁 전체가 대한민국의 사적 제117호로 지정될 때 신무문도 함께 포함되어 지정되었다.

## 용도
신무문은 음기가 강하다는 이유로 평소에는 닫아두었다가, 비상시 또는 왕의 비밀 행차 때나 사용하였다. 그밖에 신하들의 공훈을 기록한 회맹단이 있어 왕이 회맹제에 참석할 때에 주로 이용하였고, 영조가 생모 숙빈 최씨의 사당인 육상궁에 참배할 때 경복궁터를 길로 삼으면서 신무문을 자주 이용했다고 한다.
1519년 기묘사화 당시 중종이 불러들인 훈구대신들이 신무문으로 입궐하였다. 그 까닭에 "신무의 난"으로 칭해지기도 한다.

## 암문
신무문 인근에는 암문인 계무문과 광무문이 있다. 이들 암문의 이름에는 모두 "무(武)"자가 들어가 있는 것이 특징이다.

### 계무문
계무문(癸武門)은 신무문 우측에 있는 암문으로, "계무"는 북쪽의 현무를 뜻한다. 1868년(고종 5년)에 건립되었으며, 돌로 만든 월문의 형태이다. 융문당으로 향하는 통로이기도 하다. 건청궁 장안당 북행각의 서북쪽에 위치하며, 이 문을 들어서면 건청궁 무청문이 나온다. 실제로 신무문은 궐 밖에서 건청궁으로 바로 통하는 역할을 했던 문이었다. 그밖에 후원에서 문과 시험을 치를 때, 이와 관련한 관리들이 주로 이용하던 문이기도 하다. 계무문의 현판은 전서체를 돌에 새긴 금석문의 형태이며, 그 중 "계(癸)"자는 소전으로 조각되어 알아보기가 어렵다.

### 광무문
광무문(廣武門)은 계무문 우측에 있는 암문이며, 계무문처럼 돌로 만든 월문의 형태이다. "광무"란 "무용을 넓힌다."라는 뜻이며, 그 건립 시기는 명확하지 않다. 경농재로 향하는 통로이며, 건청궁 경화문 앞 녹산 언덕에 위치한다. 광무문의 현판도 전서체를 돌에 새긴 금석문의 형태이다.

## 기타
- 신무문에 주둔했던 군부대가 철수하면서 신무문 좌측에 713전투경찰대가 상주하는 경호상황실이 세워졌다. 31.36평 규모의 한식 건물이다[19].

## 주해
1. ↑  세종이 집현전에 명하여 신무문이라고 이름붙였다고 기록한 곳도 있다. 《두산백과》〈경복궁 신무문〉항목 참고.
2. ↑  會盟祭. 공신들의 충성을 다짐하는 모임을 말한다.